# Bellini e a Esfinge
Bellini e a Esfinge é um filme brasileiro de 2001, do gênero policial, dirigido por Roberto Santucci e com roteiro de Tony Bellotto, baseado em seu livro homônimo. É protagonizado por Fábio Assunção e Malu Mader.

## Elenco
- Fábio Assunção como Remo Bellini
- Malu Mader como Fátima
- Maristane Dresch como Beatriz Ramos
- Eliana Guttman como Dora Lobo
- Paulo Hesse como Dr. Rashid Rafidjian
- Marcos Damigo como Samuel Rafidjian
- Rosaly Papadopol como Sofia Rafidjian
- Cláudio Gabriel como Stone
- Carlos Meceni como Bóris
- Bruno Giordano como Caruso
- Neusa Velasco como Gláucia
- Jackson Costa como Duílio
- Vera Mancini como Ismália

## Produção
Theodoro Fontes convidou o diretor Roberto Santucci para dirigir Bellini e a Esfinge após assistir o filme Olé! - Um Movie Cabra da Peste, o qual foi o primeiro filme a ser dirigido por Santucci. A trilha sonora do filme foi feita por uma equipe que inclui Tony Belloto e Charles Gavin, dois integrantes da banda Titãs. Também compõe a música de Bellini e a Esfinge Andreas Kisser, integrante da banda Sepultura.

## Lançamento
O filme teve estreia na mostra Première Brasil do Festival do Rio, em 2001, onde ganhou o prêmio de melhor filme nacional.

## Recepção

### Resposta crítica
Em sua crítica à Folha de S.Paulo, Mário Sérgio Conti criticou a produção e o roteiro do filme, escrevendo: "Bellini e a Esfinge é um amontoado de clichês do gênero policial que não gera nenhum suspense. E não apenas porque sua trama ziguezagueia entre o artificialismo e a confusão. Falta-lhe o requisito, esse sim essencial, da verossimilhança."

### Prêmios e indicações
No Festival do Rio de 2001, o filme ganhou o prêmio de melhor filme. Participou da edição de 2002 do Brazilian Film Festival of Miami, nos Estados Unidos, onde a atriz Malu Mader recebeu o prêmio de melhor atriz coadjuvante. Na oitava edição do Prêmio Guarani de Cinema Brasileiro, o filme recebeu quatro indicações: melhor atriz coadjuvante (Malu Mader), melhor roteiro adaptado, melhor direção de arte e melhor efeitos visuais.
| Ano  | Associações                            | Categoria                | Nomeações             | Resultado | Ref.  |
| ---- | -------------------------------------- | ------------------------ | --------------------- | --------- | ----- |
| 2001 | Festival do Rio                        | Melhor Filme Nacional    | Melhor Filme Nacional | Venceu    |       |
| 2002 | Festival de Cinema Brasileiro de Miami | Melhor Atriz Coadjuvante | Malu Mader            | Venceu    |       |
| 2002 | Festival de Cinema Latino de Miami     | Melhor Filme             | Melhor Filme          | Indicado  |       |
| 2003 | Prêmio Guarani de Cinema Brasileiro    | Melhor Atriz Coadjuvante | Malu Mader            | Indicado  | [ 2 ] |
| 2003 | Prêmio Guarani de Cinema Brasileiro    | Melhor Roteiro Adaptado  | Alexandre Plosk       | Indicado  | [ 2 ] |
| 2003 | Prêmio Guarani de Cinema Brasileiro    | Melhor Direção de Arte   | Paulo Flaksman        | Indicado  | [ 2 ] |
| 2003 | Prêmio Guarani de Cinema Brasileiro    | Melhor Efeitos Visuais   | André Kapel           | Indicado  | [ 2 ] |